# Tourismus in Namibia

Hotel Heinitzburg

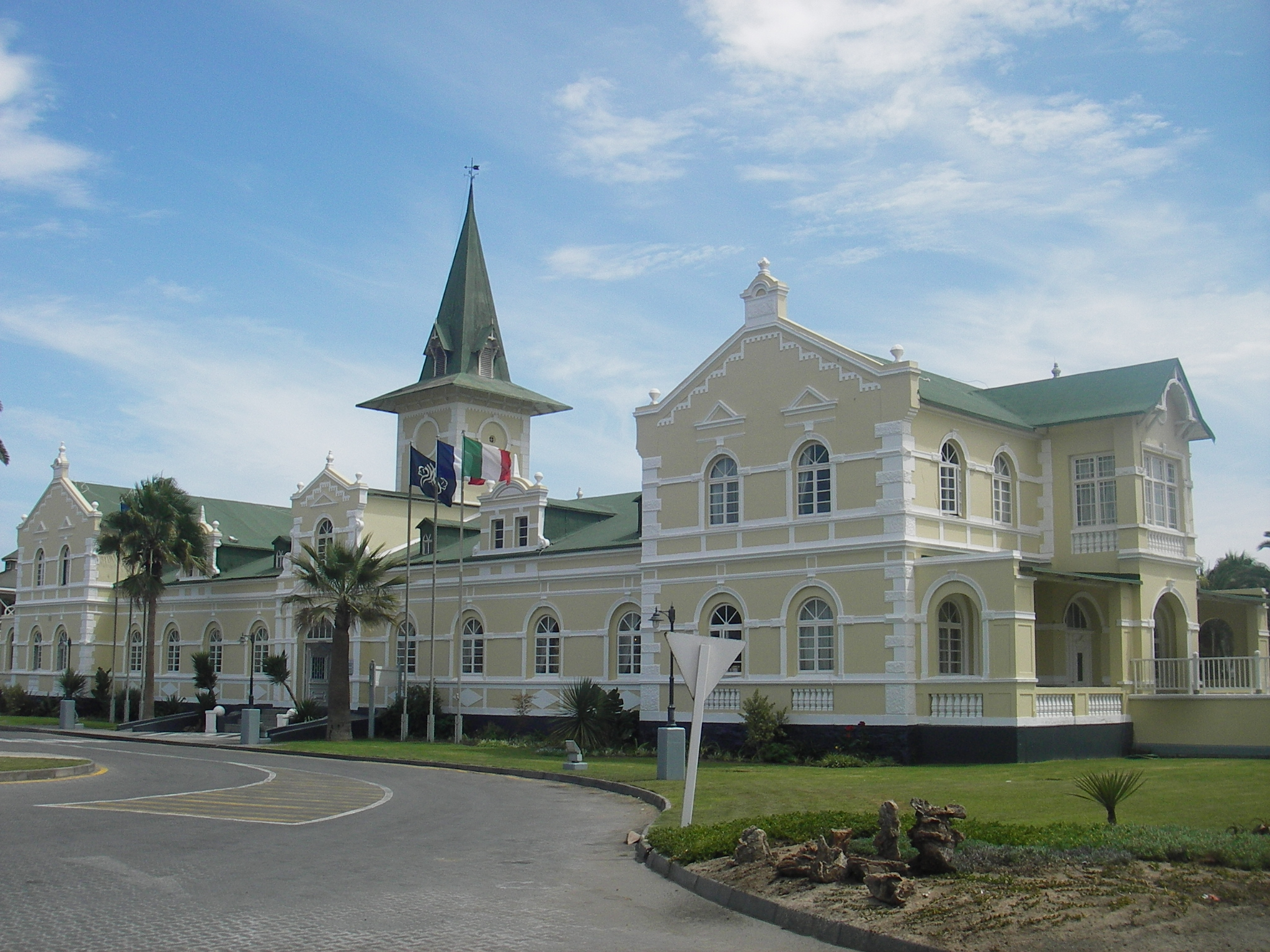
Swakopmund Hotel

Der Tourismus in Namibia spielt eine wichtige Rolle in der Wirtschaft des südwestafrikanischen Staates Namibia. Der Tourismus ist – nach dem Bergbau – der zweitwichtigste Wirtschaftszweig des Landes. Es wurden mehr als 15,3 Milliarden Namibia-Dollar umgesetzt, deren Anteil am BIP lag bei 14,8 Prozent (Stand 2014).
Die Aufsichtsbehörde für alle Anbieter touristischer Leistungen in Namibia sowie Vermarktungsorganisation des Landes ist das Namibia Tourism Board (NTB), welches dem Ministerium für Umwelt und Tourismus angegliedert ist. Erstmals wurde im Oktober 2016 eine Tourismusstrategie für Namibia vorgestellt, die bis zum Jahr 2026 gelten soll. Diese sieht unter anderem die Umstrukturierung des NTB vor.
Im April 2025 führte Namibia eine Visumpflicht für alle Staatsangehörigen ein, deren Länder Namibiern keine visumfreie Einreise erlauben. Dies betrifft somit auch Deutschland, Österreich und die Schweiz.

## Hintergrund

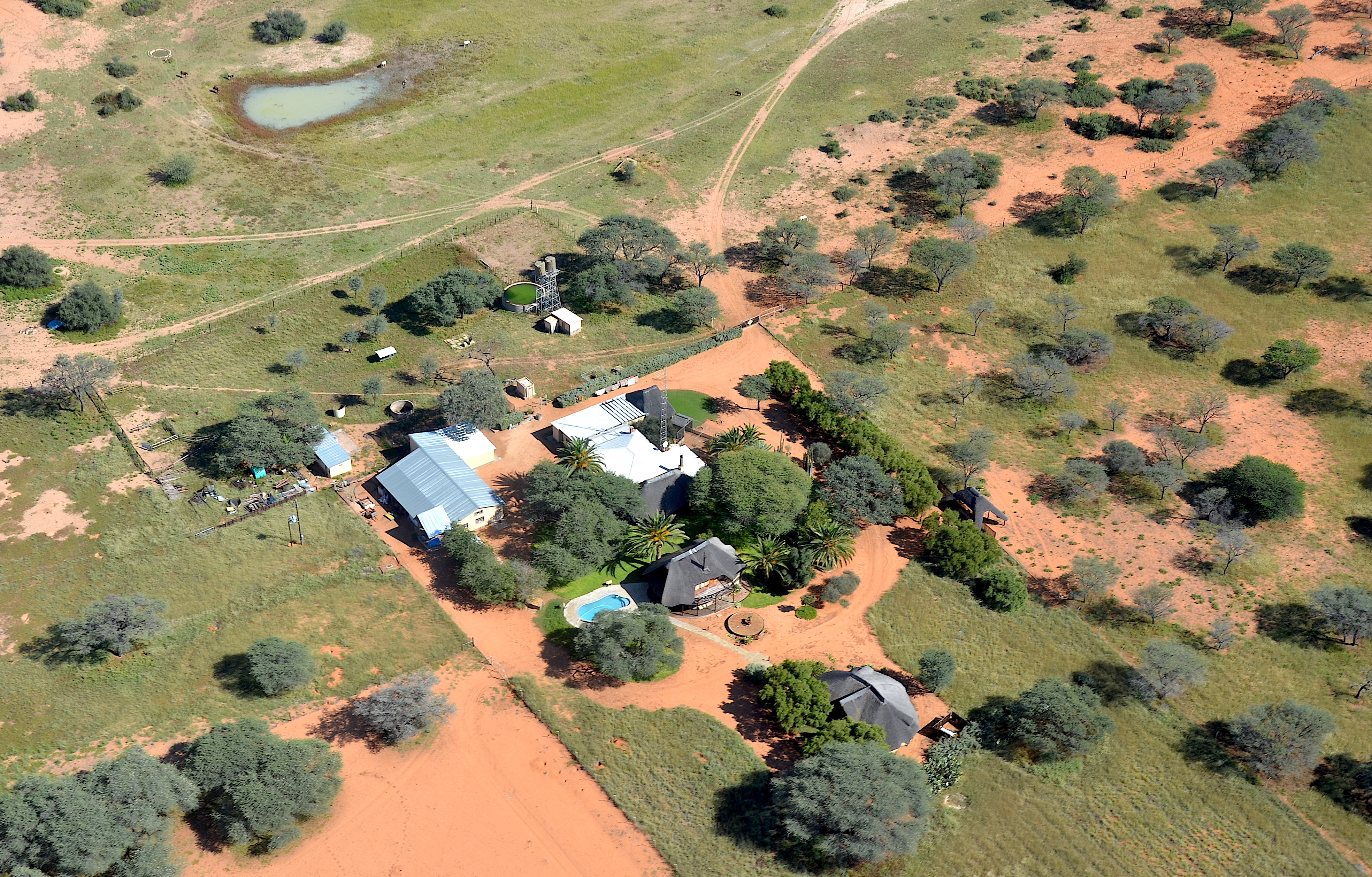
Gäste- und Jagdfarm in Namibia

Die Größe des Landes, seine vielfältigen Landschaftsformen, sein Tierreichtum und die Kultur und Geschichte hatten bereits Südwest-Afrika in den 1950er Jahren zu einem interessanten Reisegebiet werden lassen – zunächst jedoch vor allem für die benachbarten südafrikanischen Touristen, die hier unberührte Natur und unendlich erscheinende Weite fanden. Zudem stand Namibia damals unter südafrikanischer Verwaltung, so dass es für die zu dieser Zeit isolierten Südafrikaner keinerlei Einreise- und Aufenthaltshürden gab.
Namibia hat ausgebaute internationale Flugverbindungen, ein bedarfsgerechtes Straßennetz und ist seit dem Ende der Apartheidspolitik wieder interessantes Reiseland. Deutsche Touristen empfinden es meist als sehr angenehm, in Namibia auch mit Deutsch verstanden zu werden. Auch die gleiche Zeitzone zwischen Deutschland und Namibia kann als Vorteil bewertet werden. Aktuell stellt Europa nach Südafrika und Angola das mit Abstand größte, noch weiter wachsende Touristenkontingent des Landes.

## Statistiken
Statistiken zum Tourismus in Namibia werden vor allem vom Namibia Tourism Board im Auftrag des zuständigen Ministeriums, der Namibia Statistics Agency sowie der Namibia Airports Company erhoben. Weiterhin erhebt die Hospitality Association of Namibia (HAN) Statistiken zu Übernachtungen.
Nachstehende Tabelle gibt die Touristenzahlen für Namibia nach Herkunft, unter Nennung der jeweils zwei größten Herkunftsländer eines jeden Kontinents, an. Zudem ist die Tendenz zum Vorjahr angegeben. 2004 gab es in Namibia 407 registrierte Unterkunftsbetriebe. 2011 lag diese Zahl bei 2150 Hotels, Gästefarmen und anderen Unterkunftsarten. Diese werden vom Namibia Tourism Board mit Sternen bewertet. Die Auslastung aller Unterkunftsbetriebe ist mit durchschnittlich 36 Prozent (in 2012) in internationalem Vergleich gering, stieg aber bis 2015 auf etwa 55 Prozent an.
Aufgrund der COVID-19-Pandemie in Namibia und damit über Monate geschlossene Grenzen ging der Tourismus 2020 gegenüber 2019 um mehr als 89 Prozent zurück.
| Herkunft                                              | 2015                            | 2016                            | 2017                            | 2018                            | 2019                            | 2020                        | 2021      | 2022                         | 2023                          |
| ----------------------------------------------------- | ------------------------------- | ------------------------------- | ------------------------------- | ------------------------------- | ------------------------------- | --------------------------- | --------- | ---------------------------- | ----------------------------- |
| Afrika davon Südafrika davon Angola                   | 1.083.285 ▲ 381.854 ▲ 492.886 ▼ | 1.100.000 ▲ 355.391 ▼ 420.763 ▼ | 1.187.083 ▲ 345.376 ▼ 447.296 ▲ | 1.256.000 ▲ 307.285 ▼ 554.496 ▲ | 1.329.825 ▲ 284.431 ▼ 606.818 ▲ | 131.933 ▼ 53.218 ▼ 32.151 ▼ |           | 255.635 ▲ 116.897 ▲ 82.199 ▲ | 774.039 ▲ 410.883 ▲ 124.949 ▲ |
| Europa davon Deutschland davon Vereinigtes Königreich | 233.717 ▲ 93.939 ▲ 27.365 ▼     | 295.000 ▲ 124.152 ▲ 32.712 ▲    | 311.636 ▲ 124.971 ▲ 34.252 ▲    | 313.659 ▲ 126.139 ▲ 31.269 ▼    | 259.917 ▼ 98.464 ▼ 28.119 ▼     | 46.970 ▼ 20.172 ▼ 5.408 ▼   |           | 154.979 ▲ 62.691 ▲ 12.705 ▲  | 204.209 ▲ 84.815 ▲ 21.708 ▲   |
| Sonstige davon Vereinigte Staaten davon China         | 42.406 26.339 ▲ 12.195          | 46.746 28.659 ▲ 12.107          | 60.268 31.674 ▲ 15.220          | 28.749 ▼ 14.840                 | 98.296 26.423 ▲ 18.810          | 13.123 4.583 ▼ 1.585 ▼      |           | 50.380 12.419 ▲ 1.506 ▼      | 75.935 ▲ 35.758 ▲ 3.711 ▲     |
| GESAMT (Reisende) 1                                   | 1.519.618 ▲                     | 1.574.148 ▲                     | 1.608.018 ▲                     | 1.659.762 ▲                     | 1.681.336 ▲                     | 192.026 ▼                   | 232.756 ▲ | 539.601 ▲                    | 1.054.181 ▲                   |

## Organisationen und Förderung
Neben dem Namibia Tourism Board als Dachorganisation des namibischen Tourismussektors spielen weitere Organisationen und Verbände eine wichtige Rolle. Die staatliche Air Namibia ging 2021 in die Insolvenz.
Hierbei sind die nachstehenden von besonderer Bedeutung:
- Namibia Travel & Tourism Forum (NTTF)[8]
- Hospitality Association of Namibia (HAN)[9]
- Tour and Safari Association of Namibia (TASA)[10]
- Namibia Professional Hunting Association (NAPHA)
- Car Rental Association of Namibia (CARAN)[11]

Weitere touristische Verbände sind:
- Bed & Breakfast Association of Namibia (BBAN)[12]
- Association of Namibian Travel Agents (ANTA)
- Emerging Tourism Enterprises Association (ETEA)[13]
- Tourist Guides' Association of Namibia (TAN)[14]
- Tourism-Related Namibian Businesses Association (TRENABA)

Namibia präsentiert sich als Reiseland auf zahlreichen internationalen und regionalen Messen wie der ITB in Berlin, der Tourismus-Indaba in Durban (Südafrika) und der Namibia Tourism Expo in Windhoek. Touristische Ausbildung findet zum Großteil in Betrieben selber statt. Zudem gibt es formale Studiengänge bei der Namibia University of Science and Technology sowie Kurse durch die „Namibian Academy for Tourism and Hospitality“ (NATH).

## Sehenswürdigkeiten

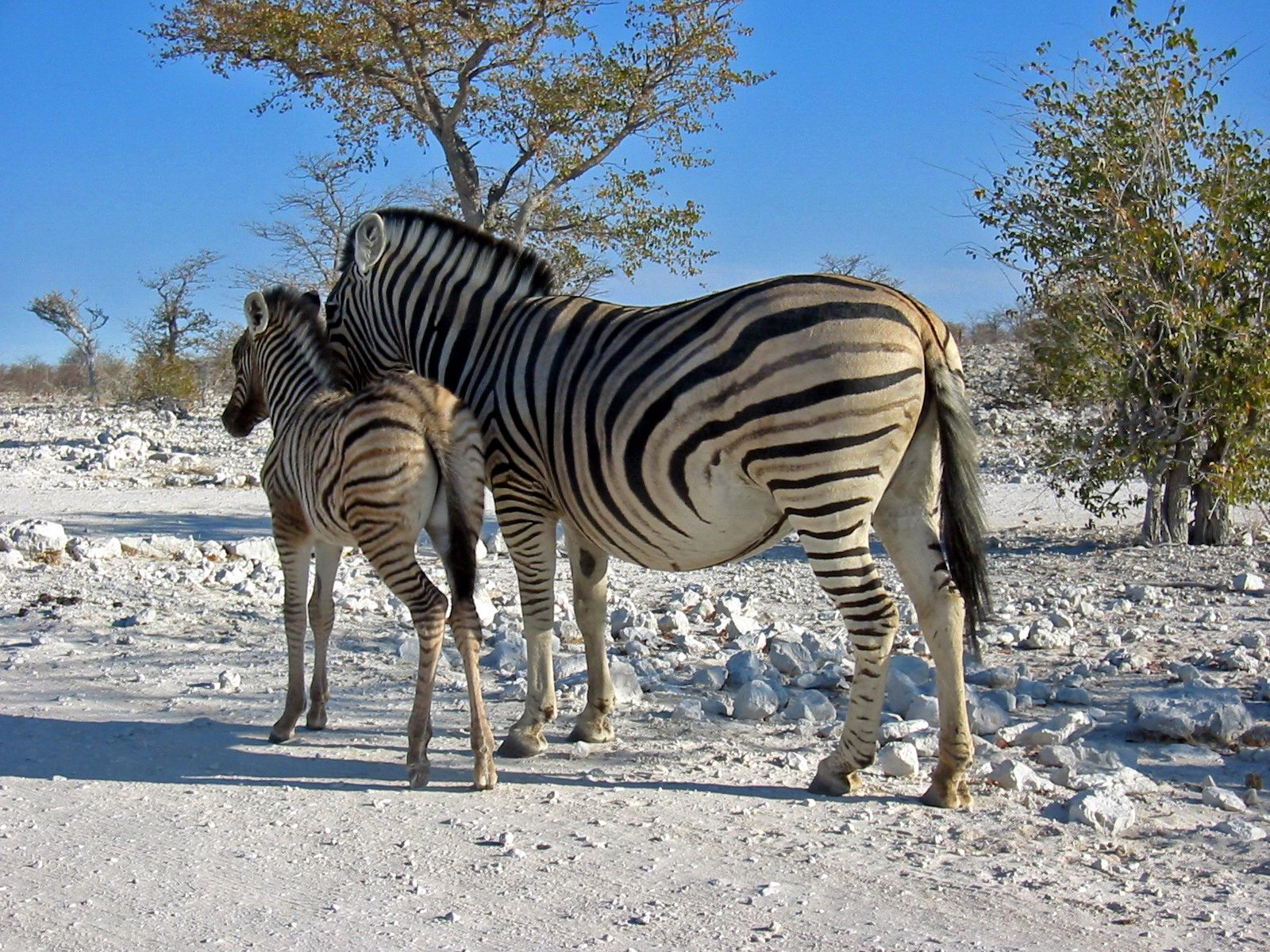
Zebras im Etosha-Nationalpark

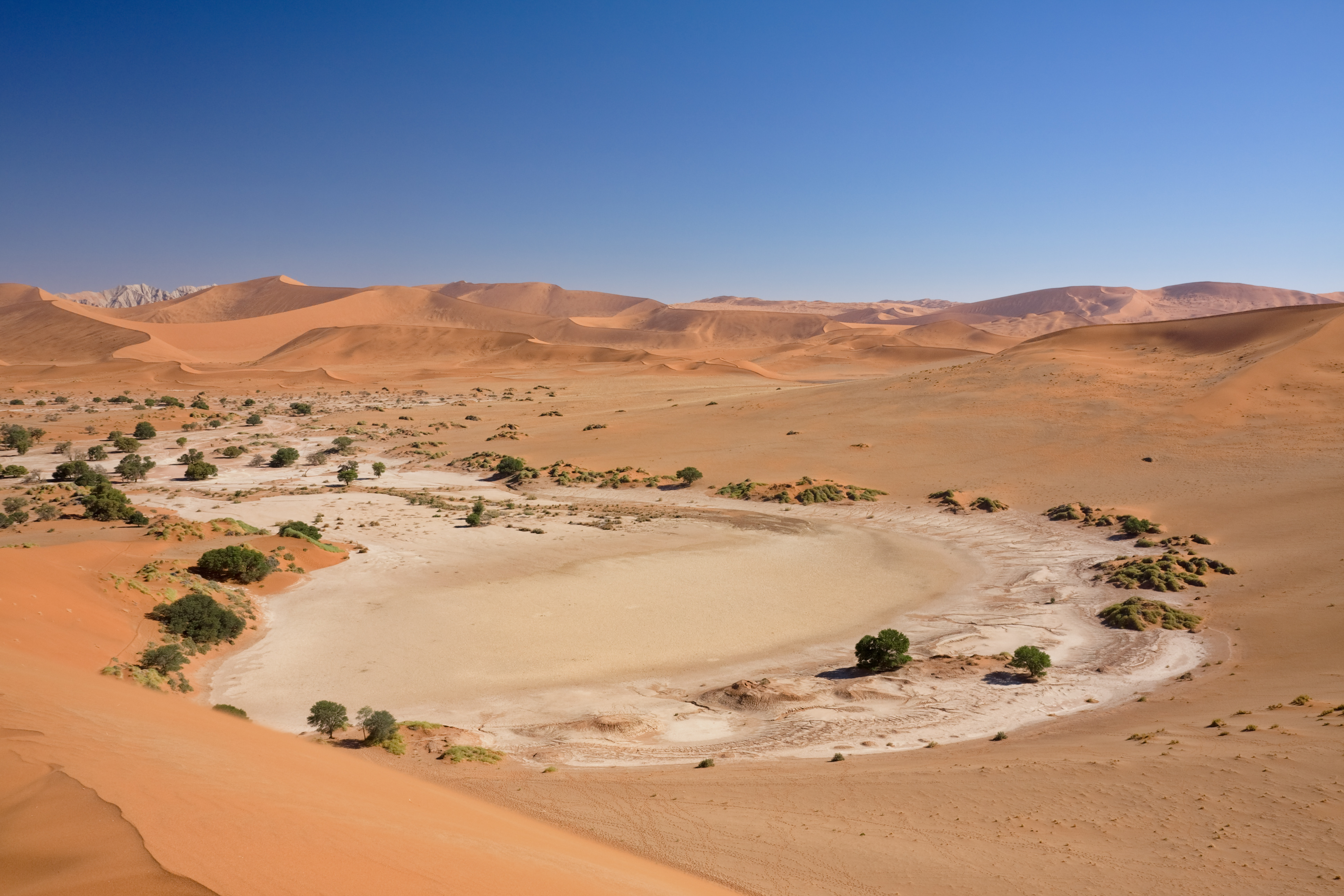
Dünen vor Sossusvlei

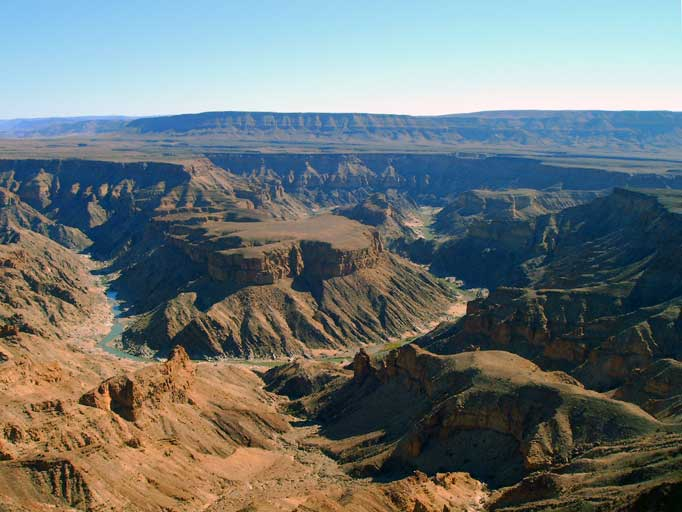
Fischfluss-Canyon

Zu den wichtigsten Sehenswürdigkeiten zählen:
- Naturschutzgebiete, wie zum Beispiel der Etosha-Nationalpark
- Ramsar-Gebiete
- Städte wie Windhoek und Swakopmund
- Nationales Erbe wie unter anderem die Christuskirche und das Reiterdenkmal
- Landschaften wie die Naukluft, Dünen des Sossusvlei, die Namib und Kalahari, der Fischfluss-Canyon
- Museen wie das Swakopmund Museum und die Initiative Living Culture Foundation Namibia
- Burgen und Festungen wie die Heinitzburg